# Helogenes gouldingi
Helogenes gouldingi är en fiskart som beskrevs av Richard P. Vari och Ortega, 1986. Helogenes gouldingi ingår i släktet Helogenes och familjen Cetopsidae. Inga underarter finns listade i Catalogue of Life.